# I Am Not Homer
Albums de Dan Castellaneta
Two Lips
I Am Not Homer est le deuxième album de comédie de l'acteur américain Dan Castellaneta, avec la participation occasionnelle de Deb Lacusta. Il sort en 2002 chez Oglio Records. L'album est une collection de sketches humoristiques écrits et performés par Dan Castellaneta et Deb Lcasuta, et constitue la suite de leur album précédent Two Lips. Le titre et la pochette de l'album font référence à la première autobiographie de Leonard Nimoy, I Am Not Spock. La plupart des sketches sont ce que le couple produisait avant de lancer leur carrière, mais qu'ils ne performaient plus en direct.

## Liste des pistes
| 1.    | AM Therapy               | 8:04  |
| 2.    | Badger Baseball          | 5:00  |
| 3.    | Elvus                    | 5:28  |
| 4.    | Rocks Off                | 6:48  |
| 5.    | Horoscope                | 2:16  |
| 6.    | Dynamiste Sales          | 8:14  |
| 7.    | Drive Time               | 10:19 |
| 8.    | Citizen Kane             | 4:54  |
| 9.    | So Dumb (Homer's Lament) | 7:20  |
| 58:23 |                          |       |

## Production
La plupart des sketches de l'album ont été écrits et performés avant son enregistrement, et Dan Castellaneta pense que se serait une bonne idée de les préserver « comme [lui et Deb Lacusta] ne les performaient plus du tout »,. Certains proviennent de leur série de sketches produits sur une station radio locale de Chicago et ont été allongé car ils ne duraient que deux minutes, alors que d'autres proviennent du comedy club de Santa Monica. En plus, Citizen Kane, un sketch pendant lequel deux personnes discutent du film Citizen Kane et de leurs différentes interprétations, avait été performé par le duo dans une galerie d'art. Dan Castellaneta remarque : « Nous savions déjà que ces sketches étaient drôles, [mais] nous avons peaufiné et resserré certains d'entre eux ». Les sketches sont la plupart du temps écrits à partir d'un point d'improvisation, retranscrivant les résultats de celle-ci et les transformant jusqu'à obtenir la scène finale.
Dan Castellaneta choisit le titre I Am Not Homer en parodie de la fameuse première autobiographie de Leonard Nimoy, I Am Not Spock, ainsi que pour montrer que l'humour de l'album « n'est pas l'humour typique d'Homer Simpson ». Il est également une référence au fait que beaucoup de gens ignorent la carrière comique de Dan Castellaneta avant celle au sein des Simpson.

## Réception
La scénariste canadienne Jenny Yuen, donne à l'album une revue mitigée, remarquant « certains moments drôles », mais trouvant que « les sketches sont à peine comparables aux querelles ennuyeuses qu'on pourrait écouter dans un épisode de All in the Family ». Toutefois, elle loue la dernière piste So Dumb dans lequel Dan Castellaneta chante une chanson avec les voix de plusieurs de ses personnages dans Les Simpson : Homer, Krusty le clown, Abraham Simpson, Barney Gumble et Willie le jardinier.
Bradley Torreano remaruqe qu'il y a « très peu de sketches drôles, mais sur la longueur, c'est un album de comédie très moyen qui n'inspire que des rires occasionnels ».